# Chărsovska reka
Chărsovska reka (bulgariska: Хърсовска река) är ett vattendrag i Bulgarien.   Det ligger i regionen Silistra, i den nordöstra delen av landet, 400 km öster om huvudstaden Sofia.